# Janusz Hierzyk
Janusz Hierzyk (ur. 1 stycznia 1936 we Lwowie – zm. 8 grudnia 2015 w Wadowicach) – polski taternik, alpinista i ratownik górski, członek Grupy Tatrzańskiej GOPR (od 1991 r. TOPR).
Jeden ze współautorów tzw. raportu taterników zawierającego informacje o pacyfikacji Kopalni Wujek. W trakcie szkolenia funkcjonariuszy ZOMO  w Tatrach w 1982 wraz z dwójką taterników: Jackiem Jaworskim i Ryszardem Szafirskim uzyskali informacje, które dopiero w 2009 roku (po 28 latach od pacyfikacji w Kopalni Wujek) doprowadziły do prawomocnego wyroku skazującego.

## Osiągnięcia wspinaczkowe[2].
1957 – 9. powtórzenie drogi Łapiński-Paszucha na Galerii Gankowej – zespół J. Hierzyk i J. Jeleński;
1958 – drugie polskie przejście północną ścianą Małego Młynarza – zespół J. Hierzyk, S. Golędnik, J. Wieniewski i Z. Zajączkowski;
1959/60 – zimowe przejście pn.zach. ścianą Niżnich Rysów – zespół J. Hierzyk, Janas, M. Ziętkiewicz i tow.; Świnica środkową częścią pn.-wsch. ściany  – zespół J. Hierzyk i tow.;
1960  – Żółta Ściana pn. ścianą drogą Cagasika – zespół Jan Długosz i Janusz Hierzyk; nowa droga pd. filarem Skrajnej Walowej Turni – zespół Barbara Kozłowska i Janusz Hierzyk; nowa droga pd. filarem Wielkiej Teriańskiej Turni – zespół Barbara Kozłowska, Janusz Hierzyk i A. Kozłowski; nowa droga prawą częścią pn. zach ściany Krywania – zespół Andrzej Dietrych i Janusz Hierzyk;
1961 – Mały Młynarz północno-wschodnią ścianą, Drogą Sprężyny – zespół Janusz Hierzyk, Andrzej Mróz;
1965 – Grań Tatr Polskich (od Przełączki pod Żabią Czubą do Wołoszyna) – zespół A. Heinrich, J. Hierzyk, A. Kuś i R. Zawadzki;
1966 – nowa droga pn. ścianą Złotej Turni w Tatrach – zespół Eugeniusz Chrobak i Janusz Hierzyk;
1967  – Droga Laupera na Eigerze – zespół Andrzej Nowacki, Jan Stryczyński, Ryszard Berbeka i Janusz Hierzyk.
1968 – nowa droga pd. grzędą Małej Koprowej Turni – zespół Janusz Hierzyk i Zbigniew Kursa; nowa droga pn.-wsch. filarem Szatana – zespół Janusz Hierzyk i Andrzej Nowacki; nowa droga pn.-wsch. filarem Wielkiej Capiej Turni – zespół Janusz Hierzyk i Zbigniew Kursa;
1971 – nowa droga na Dżan Tugan (3991 m) w Kaukazie – zespół E. Bobrowska, W. Foryst, J. Hierzyk, J. Kiełkowski, M. Molin i A. Okólski;
1972 – Uszba Południowa (4710 m) zachodnią ścianą, drogą Arciszewskiego (6A) – zespół Roman Bebak, Janusz Hierzyk, Piotr Malinowski i Witold Sas-Nowosielski;